# Cheng Fei
Cheng Fei (Hebei, 29 mei 1988) is een voormalig turnster uit China.
Cheng won tijdens de Olympische Zomerspelen 2008 de gouden medaille in de landenwedstrijd en brons in de meerkamp en aan de brug.

## Resultaten

### Olympische Zomerspelen
| Jaar | Plaats | Resultaten                           |
| ---- | ------ | ------------------------------------ |
| 2004 | Athene | 7e landenwedstrijd 4e vloer          |
| 2008 | Peking | landenwedstrijd balk sprong 7e vloer |

### Wereldkampioenschappen
| Jaar | Plaats    | Resultaten                       |
| ---- | --------- | -------------------------------- |
| 2005 | Melbourne | sprong                           |
| 2006 | Aarhus    | landenwedstrijd · sprong · vloer |
| 2007 | Stuttgart | sprong · landenwedstrijd         |

1928: Agsteribbe, Burgerhof, De Levie, Nordheim, Polak, Simons, Stelma, Van den Berg, Van den Bos, Van der Vegt, Van Randwijk, Van Rumt ·
1936: Bärwirth, Bürger, Frölian, Iby, Meyer, Pöhlsen, Schmitt, Sohnemann ·
1948: Honsová, Kovářová, Misáková, Müllerová, Růžičková, Šilhánová, Srncová, Veřmiřovská ·
1952: Gorochovskaja, Botsjarova, Minaitsjeva, Oerbanovitsj, Danilova, Sjamrai, Dzjoegeli, Kalintsjoek ·
1956: Manina, Latynina, Moeratova, Kalinina, Astachova, Jegorova ·
1960: Moeratova, Latynina, Astachova, Ljoechina, Ivanova, Nikolajeva ·
1964: Latynina, Astachova, Voltsjetskaja, Zamotajlova, Manina, Gromova ·
1968: Koetsjinskaja, Voronina, Petrik, Karasjova, Toerisjtsjeva, Boerda ·
1972: Toerisjtsjeva, Korboet, Lazakovitsj, Boerda, Saadi, Kosjel ·
1976: Filatova, Grozdova, Kim, Korboet, Saadi, Toerisjtsjeva ·
1980: Davydova, Filatova, Kim, Naimoesjina, Sjaposjnikova, Zacharova ·
1984: Szabo, Cutina, Păucă, Grigoraș, Stănuleț, Agache ·
1988: Baitova, Sjevtsjenko, Strazjeva, Lasjtsjenova, Boginskaja, Sjoesjoenova ·
1992: Boginskaja, Lysenko, Galijeva, Goetsoe, Groedneva, Tsjoesovitina ·
1996: Miller, Dawes, Strug, Moceanu, Phelps, Chow, Borden ·
2000: Răducan, Amânar, Olaru, Boboc, Isărescu, Presăcan ·
2004: Ban, Eremia, Ponor, Roșu, Șofronie, Stroescu ·
2008: Yang, Cheng, Jiang, Deng, He, Li ·
2012: Douglas, Maroney, Raisman, Ross, Wieber ·
2016: Biles, Douglas, Hernandez, Kocian, Raisman ·
2020: Achajmova, Listoenova, Melnikova, Oerazova ·
2024: Biles, Carey, Chiles, Lee, Rivera